# Zasada Macha
Zasada Macha mówi, że cała materia we Wszechświecie jest ze sobą ściśle powiązana, a masa ciała nie jest jego wewnętrzną cechą, ale skutkiem oddziaływania pozostałej materii Wszechświata.
Według zasady Macha bezwładność materii (opór przy przyspieszaniu) nie wynika z własności wewnętrznej materii, ale stanowi miarę jej oddziaływania z całym Wszechświatem. Bezwładność ta występuje tylko dlatego, że istnieje pozostała materia we Wszechświecie.
Zasada ta, jako hipoteza została sformułowana przez XIX-wiecznego fizyka i filozofa austriackiego Ernsta Macha. Była jedną z inspiracji Alberta Einsteina przy tworzeniu ogólnej teorii względności (OTW), jednak ostatecznie okazała się z nią sprzeczna.

## Układy inercjalne
Isaac Newton sformułował prawa ruchu oraz prawo grawitacji. Grawitacja określa, jakie siły działają na ciała, a prawa ruchu, jak te siły wpływają na prędkość i położenie ciał.
Newton zauważył, że istnieją układy, które nie stosują się do tego zbioru praw. Na przykład w przypadku obracającego się wiadra z wodą w układzie współrzędnych, w którym wiadro spoczywa, powierzchnia wody wygina się, co nie wynika z żadnego z praw Newtona. Układy, w których obowiązują prawa ruchu, Newton nazwał układami inercjalnymi.
W układach nieinercjalnych prawa ruchu trzeba zmodyfikować tak, jakby na ciała działały pewne dodatkowe siły, zwane siłami pozornymi, inercjalnymi lub bezwładnością. Przykładem siły pozornej jest np. siła odśrodkowa, która powoduje wygięcie powierzchni wody w obracającym się wiadrze. Newton założył, że istnieje pewien układ preferowany, a układy inercjalne to takie, które nie wykazują względem niego przyspieszeń.

## Krytyka Macha
Ernst Mach nie uznawał istnienia przestrzeni absolutnej, a zamiast tego twierdził, że każdy ruch łącznie z przyspieszeniem należy rozpatrywać względnie. Siły pozorne jego zdaniem wynikają z przyspieszenia względem średniego rozkładu mas we Wszechświecie. Konsekwencją takiego założenia jest teza, że masa ciała również zależy od rozkładu mas innych ciał. Masa jest wynikiem oddziaływania ciała z resztą Wszechświata.
W prawach Newtona występują dwa rodzaje masy – jedna w prawach ruchu, zwana masą bezwładną a druga w prawie grawitacji zwana masą grawitacyjną. Wszystkie eksperymenty wykazały, że dla każdego ciała są one sobie równe, ale nie wynika to z żadnego z praw fizyki newtonowskiej. Mach postuluje, że masa bezwładna ciała jest wynikiem oddziaływań z innymi ciałami i zależy od rozkładu mas grawitacyjnych.
Wszechświat w rozumieniu Macha jest niezmienniczy względem przekształceń przeprowadzających jeden układ współrzędnych w układ przyspieszający względem niego. Nie ma więc bezwzględnego przyspieszenia – względem jakiegoś wyróżnionego typu układu/układów. Układy inercjalne to takie układy, które nie przyspieszają względem dalekich gwiazd.

## Einstein i OTW
Einstein zauważył, że siły pozorne są lokalnie nieodróżnialne od grawitacji. Obserwator zamknięty w rakiecie i poddany sile grawitacji lub przyspieszeniu, nie będzie potrafił ich odróżnić. Einstein nazwał to zasadą równoważności. Inne sformułowanie tej zasady głosi, że masa bezwładna zawsze jest równa masie grawitacyjnej. Układy inercjalne w OTW to takie, które poruszają się swobodnie w polu grawitacyjnym, na przykład podczas swobodnego spadku lub orbitowania.
Rozważania te doprowadziły do stworzenia ogólnej teorii względności. Jeżeli na ciało działają siły w rozumieniu Newtona, to w OTW ciało to porusza się po linii zakrzywionej w czasoprzestrzeni. Stąd wniosek, że grawitacja zakrzywia czasoprzestrzeń.
W badaniach wykazano, że ogólna teoria względności jest z zasadą Macha sprzeczna. Do dzisiaj trwają jednak próby nałożenia na OTW dodatkowych warunków, które wymusiłyby zasadę Macha, lecz nie przyniosły one jak dotąd pozytywnych rezultatów.